# Хорватские железные дороги

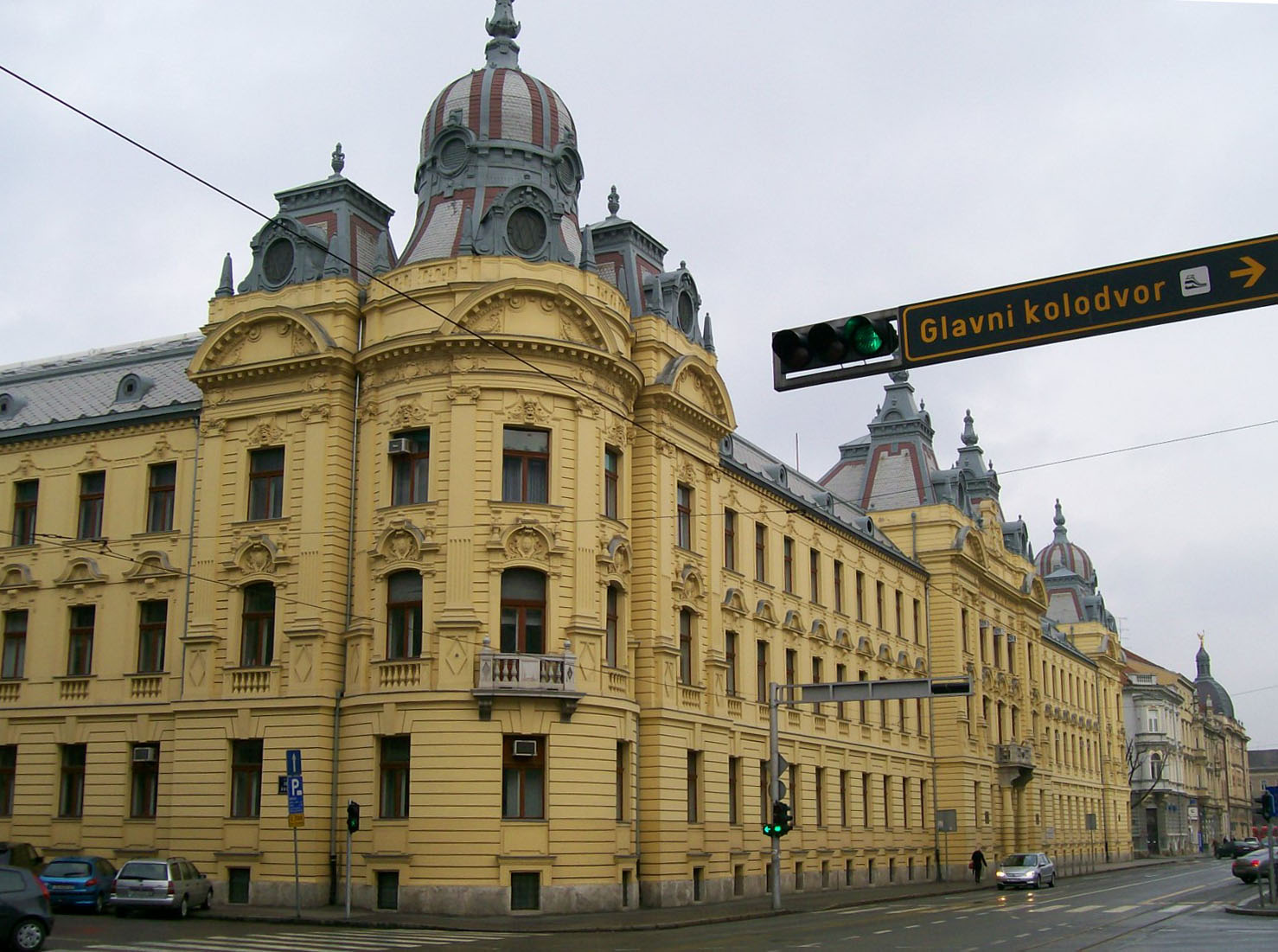
Административное здание хорватских железных дорог в Загребе

Хорва́тские желе́зные доро́ги (хорв. Hrvatske željeznice, HŽ) — национальная железнодорожная компания Хорватии, сформированная после распада Югославии.

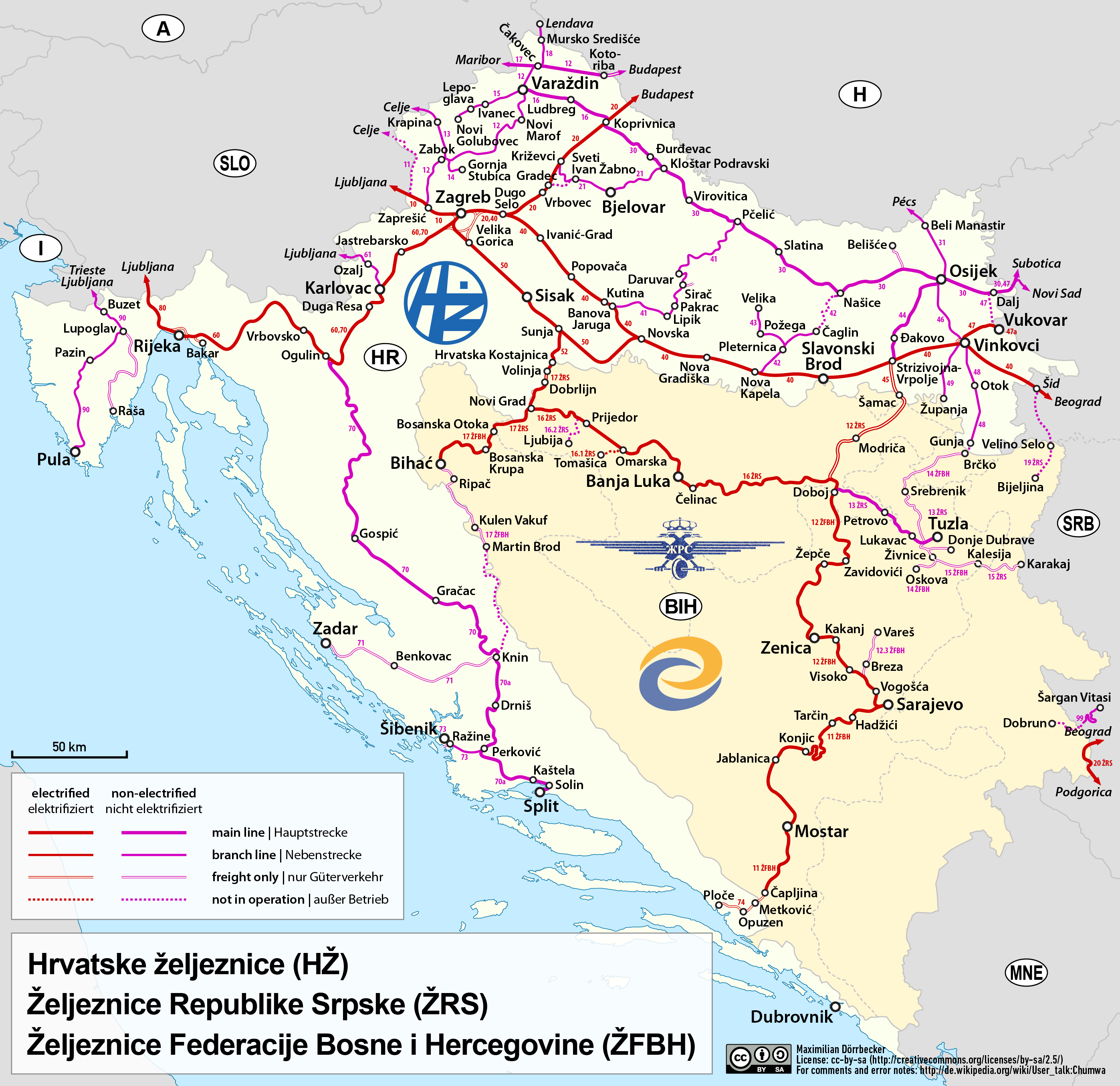
Панъевропейские железнодорожные транспортные коридоры на территории Хорватии

## Железнодорожная сеть

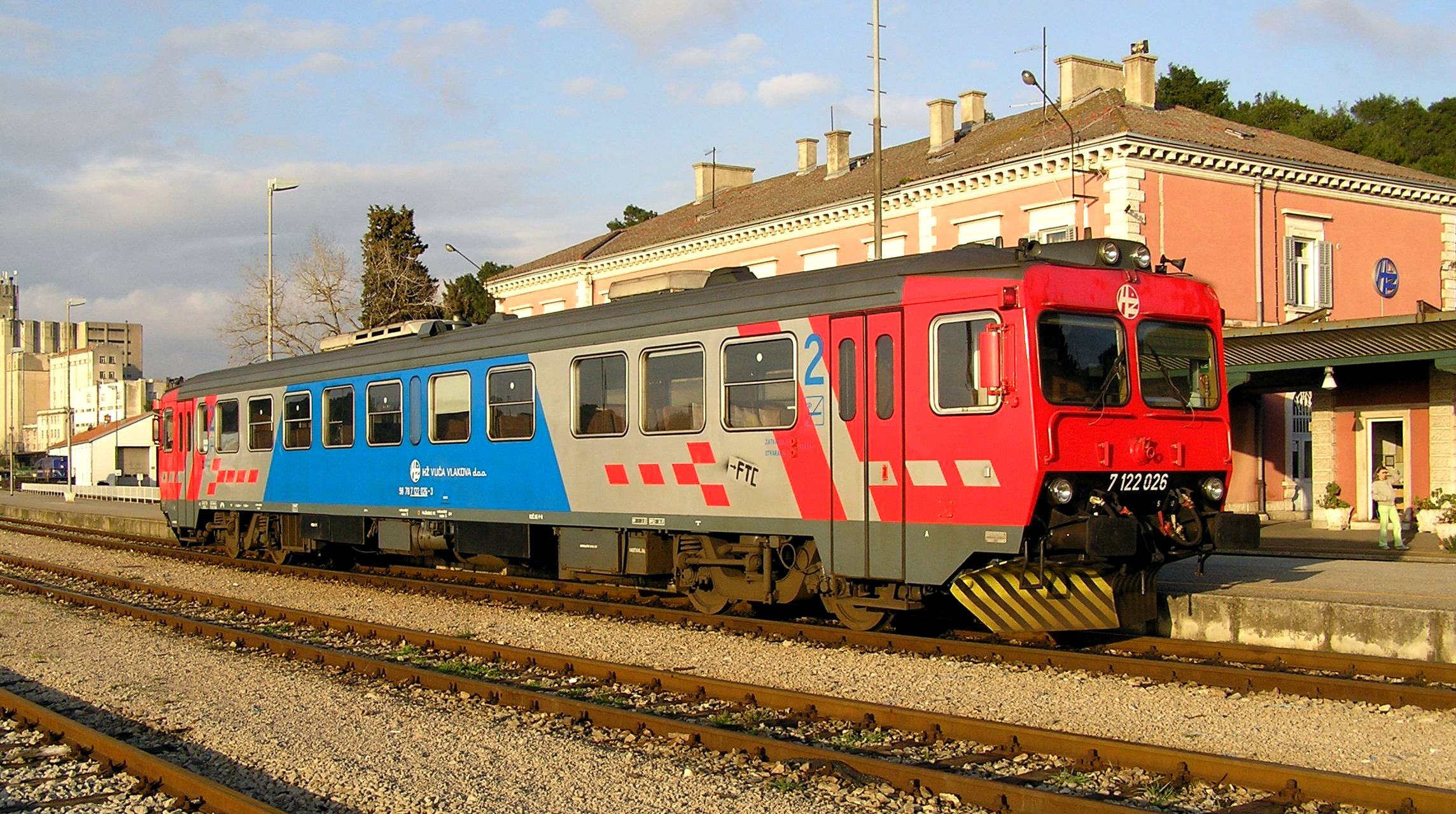
Y1 7122 class

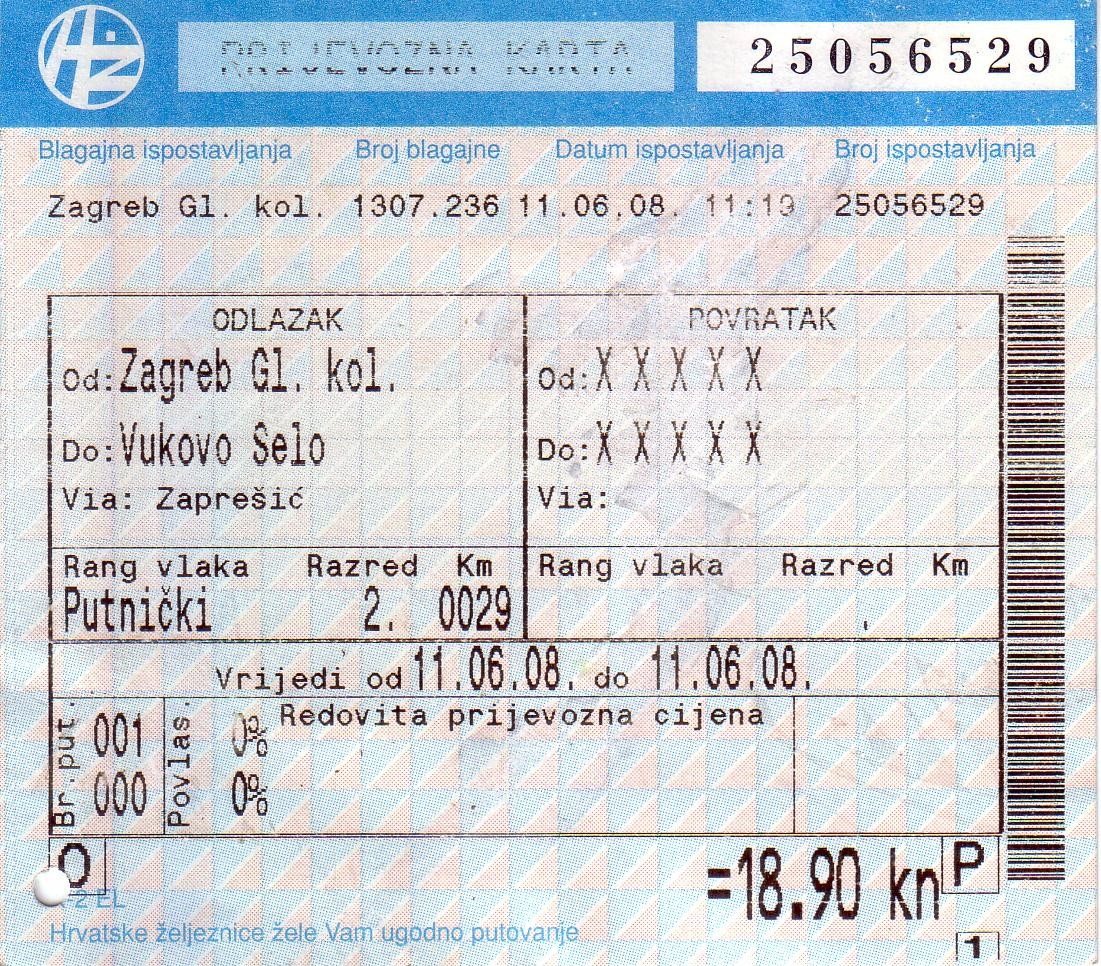
Железнодорожный билет (HŽ)

Хорватская железнодорожная система имеет длину 2 974 км рельсов (из которых 248 км двухколейный путь). 1 228 км электрифицированы — 41,3 %. (Конец 2004). В настоящее время максимальная разрешённая скорость 160 км/ч, используется система защиты поезда — INDUSI, сигнальная система — автоблокировка.
В стране есть несколько главных железнодорожных маршрутов:
- из Любляны (Словения) от Добовы через Загреб, Славонски-Брод, Винковцы, Товарник до Белграда (Сербия).
- от Загреба до Осиека через Копривницу
- от Загреба до Риеки
- из Загреба до Сплита
- от Загреба до Сисака — самый короткий, но очень важный.
- от Загреба до Вараждина

Представлены также другие направления в Словению, Венгрию, Боснию и Герцеговину, Сербию.
Железным дорогам срочно требуется модернизация. После распада Югославии было урезано финансирование железных дорог. Много важных маршрутов всё ещё неэлектрифицированы, одноколейный путь находится в не очень хорошем состоянии, что ведёт к снижению скорости движения поездов.
Сеть была улучшена за прошлые десять лет, с увеличением максимальной скорости на линии Загреб-Новска-Винковцы. Имеются секции, где ограничение скорости было поднято от 80 км/ч до 120 км/ч и даже 160 км/ч. Железнодорожная модернизация продолжается в соответствии с национальным «железнодорожным инвестиционным планом» (более 18 миллиардов HRK).

### Линия Добова-Товарник (Международный коридор 10)

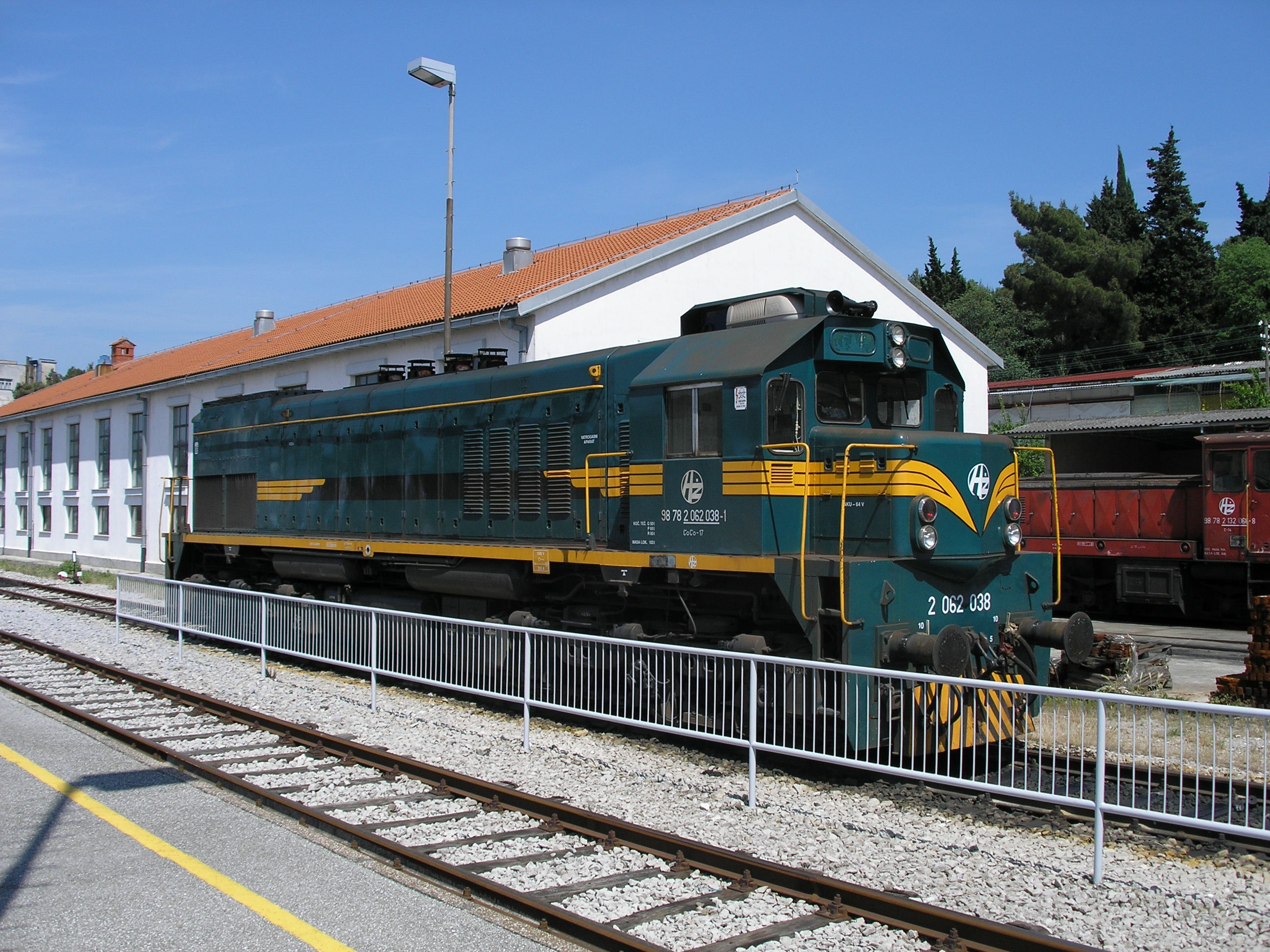
Дизельный локомотив HŽ

Железнодорожная линия Добова-Товарник, протянувшаяся с востока на запад через территорию Хорватии, через Загреб, является самой важной железнодорожной линией страны, и частью панъевропейского коридора 10. Она также является самой современной дорогой, будучи полностью электрифицированной и состоящей главным образом из двухколейных путей. Линия соединяет наиболее экономически развитые города Хорватии друг с другом.

### Международный коридор V (b, c)

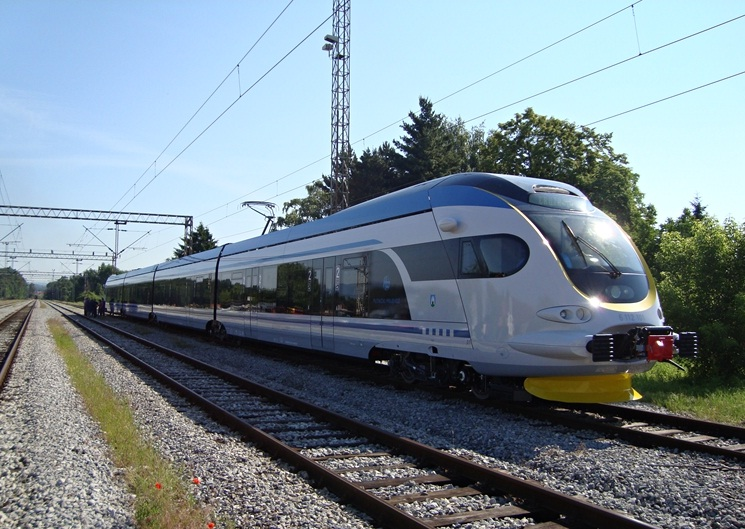
Новые электропоезда «Končar» типа «HŽ серия 6112»

У международного коридора V есть две ветви в Хорватии: «b» и «c».
Коридор V b начинается в Хорватии в Ботово и тянется до Загреба. Часть линии от Загреба до Риеки должна будет стать частью этого коридора, как только будет улучшена линия к Риеке.
Коридор V c является панъевропейской железнодорожной линией, протянувшейся с севера на юг Хорватии. Он начинается в Хорватии в Бели-Манастир на границе с Венгрией, и через Осиек следует к Славонски-Шамац (граница Боснии и Герцеговины). Далее снова входит в Хорватию в Метковиче, на самом юго-востоке Далмации, и заканчивается в гавани Плоче.

### Линия Винковцы-Осиек
Линия Винковцы-Осиек была, перед роспуском Югославии, одной из наиболее используемых железнодорожных веток Хорватии, связывая два региональных центра. Линия позволяла развить скорость до 120 км/ч. После войны сохранилось только 10 км 35-километровой линии. Реконструкция этого маршрута была закончена в 2008 году.

### Маршрут Unska pruga

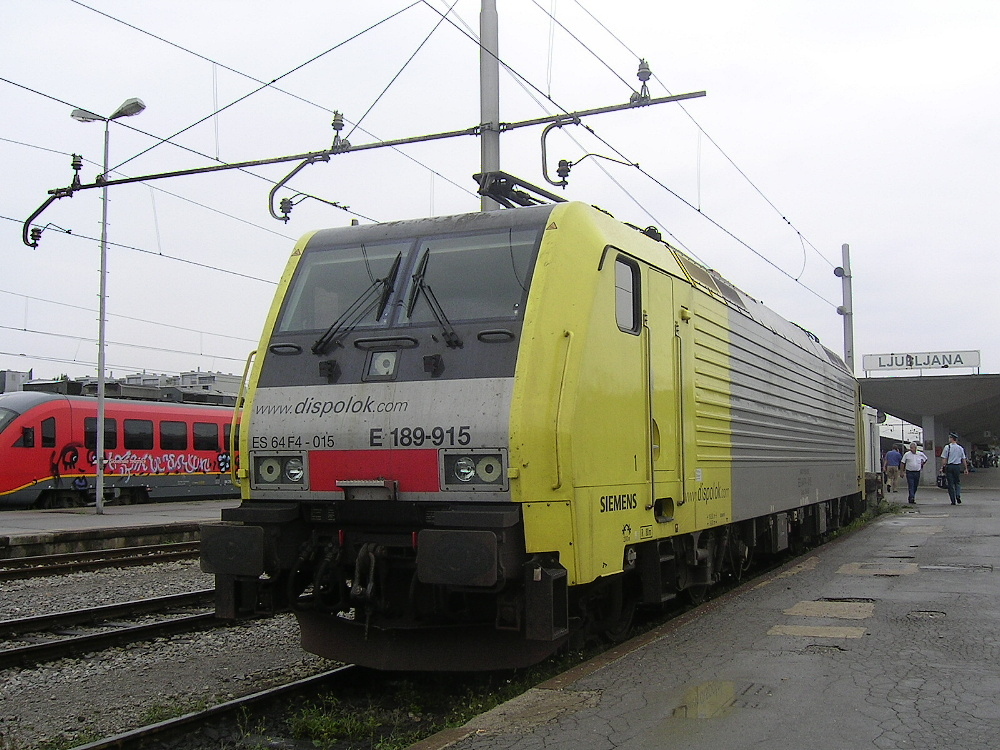
Локомотив Siemens типа ES 64 F4

Данный маршрут между Книном и Сисаком, был неотъемлемой частью Югославской системы железных дорог. Сегодня этот маршрут остаётся в значительной степени неиспользованным, так как он многократно пересекает государственную границу Боснии и Герцеговины. Хотя этот маршрут в значительной степени хорошо сохранен и электрифицирован на 25 кВ/50 Гц, из-за административных проблем этот маршрут используется только для ограниченного количества грузовых перевозок.

## Поезда с наклоняемым кузовом
Хорватская железная дорога недавно представила первую серию современных поездов с наклоняемым кузовом, заказанных в немецком отделении компании Bombardier. Они успешно перевозят пассажиров между двумя самыми большими городами Хорватии по холмистому маршруту Загреб — Сплит, но также иногда по маршруту InterCity, проходящему по континентальной части страны. Поезда более комфортабельные по сравнению с обычными, менее шумные, а также более быстрые: если в обычном поездка длится 9 часов, то в этом ― не более 5,5 часов. В дальнейших планах удлинение маршрута в пределах континентальной части Хорватии.

## Электрическая система

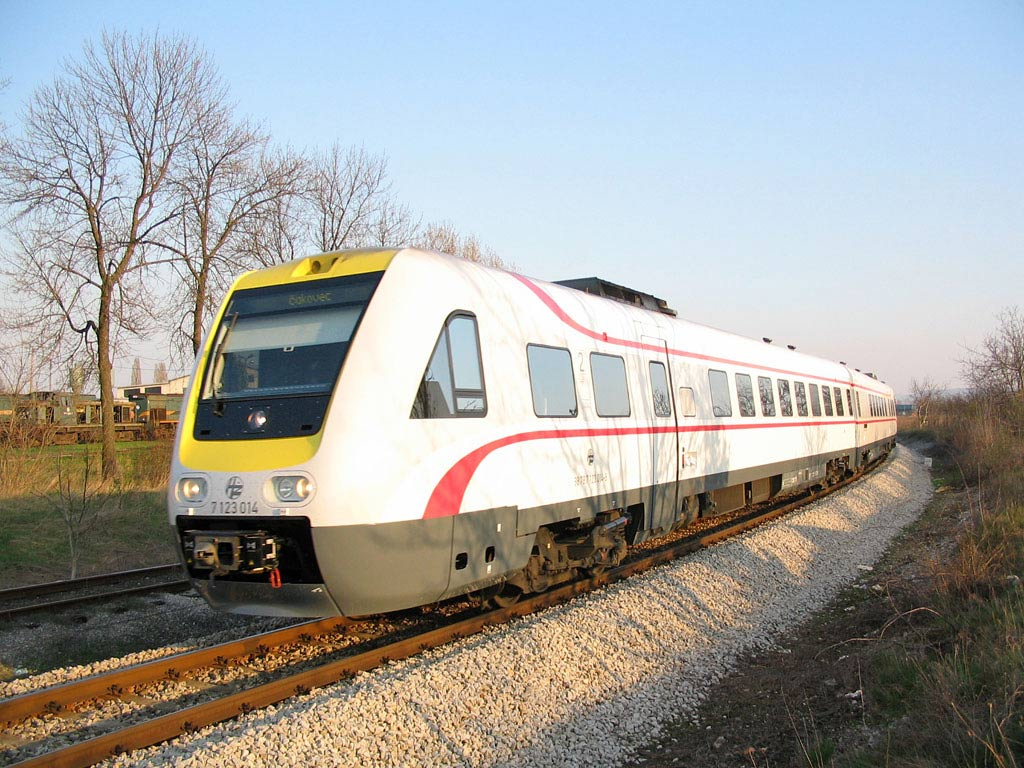
Хорватский (ICN) наклоняющийся поезд

Необычным решением в прежней Югославии было использование электрификации постоянным током на 3 кВ для железнодорожной сети. Так было сделано на линии Риека-Загреб, которая расположена в гористой местности и поэтому требует большей мощности поезда.
В данный момент большинство линий в Хорватии использует сеть 25 кВ/50 Гц, кроме линии в Moravice, где используется постоянный ток с напряжением 3 кВ.
Все железнодорожные системы питания в Хорватии электрифицированы при помощи контактной подвески.

## Проблемы железной дороги

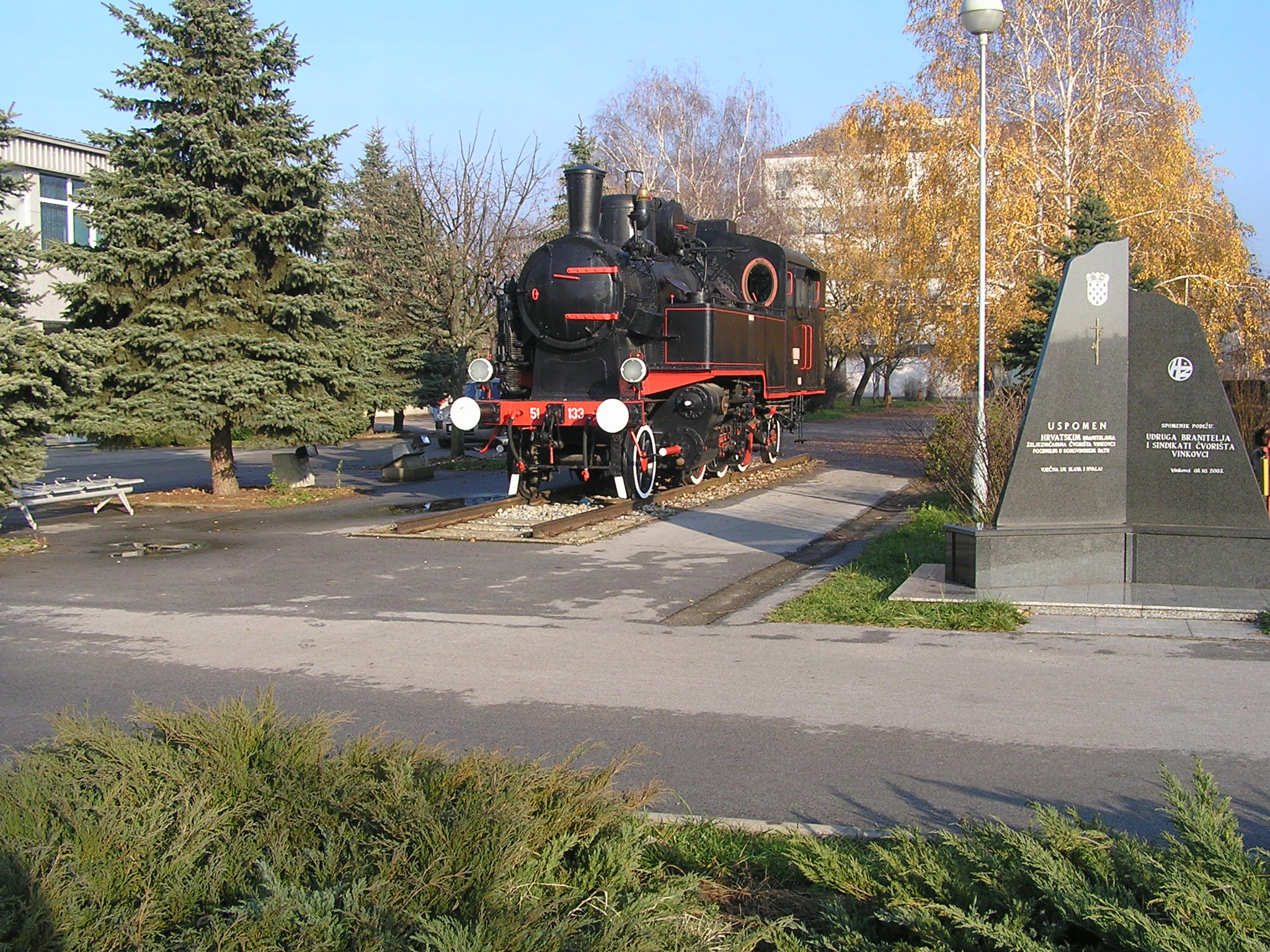
Восстановленный паровоз-памятник серии 51 бывших Югославских железных дорог

Есть некоторые проблемы железнодорожной сети, имеющие исторические причины. Когда Хорватия была частью Югославии, железнодорожная сеть была последовательно связана и управлялась Югославскими железными дорогами. После распада Югославии железнодорожное сообщение прервалось.
У Истрии нет прямой железнодорожной связи с остальной Хорватией. В настоящее время все перевозки идут через Словению, хотя проблему можно было решить постройкой туннеля к северу от Риеки.
Дубровник — пограничная территория, отделённая от остальной Хорватии.

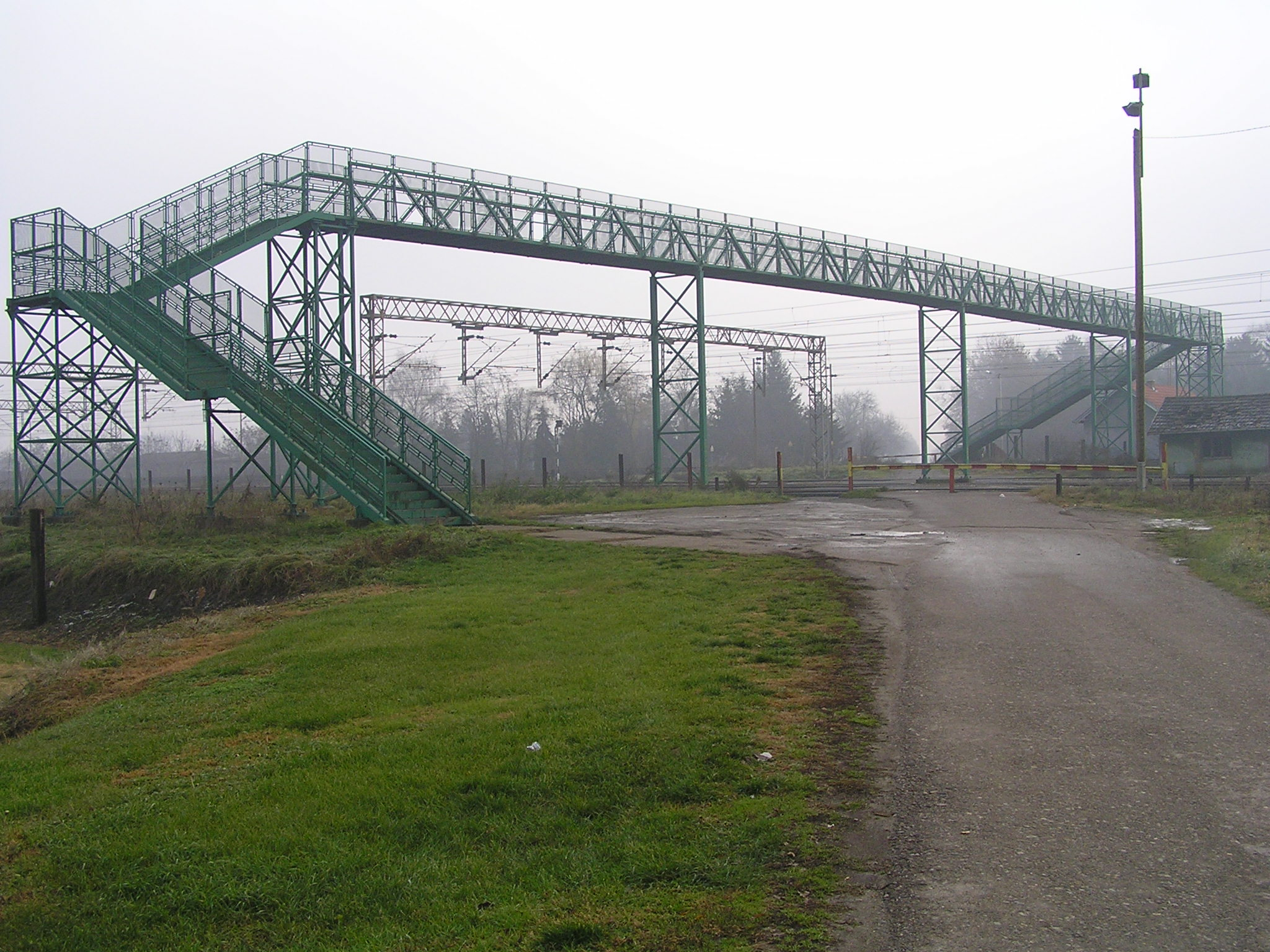
Пешеходный мост через железнодорожную линию панъевропейского коридора 10 недалеко от Винковци

## Будущие события и проекты
- Построение новой линии между Бьеловаром и Загребом.
- Реорганизация и ремонт пригородных путей Загреба. Некоторые местные линии, ранее закрытые, будут реконструированы. Также планируется закупить новые пригородные электропоезда, вероятно произведённые хорватским изготовителем в сотрудничестве с внешним партнёром (наиболее вероятный Siemens).
- В 2010 году планируется открытие линии к Самобору, на которой будет использоваться новый подвижной состав.
- Должно открыться пригородное железнодорожное сообщение вокруг Сплита.
- Коридор 5c будет модернизирован, чтобы позволить повысить скорости до 160 км/ч.
- Коридор 5c будет полностью электрифицирован.

## Железнодорожные связи со смежными странами
- Такая же колея 1435 мм:
  -  Босния и Герцеговина Железнодорожный транспорт Боснии и Герцеговины
  -  Венгрия Железнодорожный транспорт в Венгрии
  -  Черногория Железнодорожный транспорт в Черногории
  -  Сербия Железнодорожный транспорт в Сербии
  -  Словения Железнодорожный транспорт в Словении